# Alois Pupp
Alois „Vijo“ Pupp (* 26. Februar 1900 in Untermoi; † 22. Februar 1969 in Brixen) war ein Südtiroler Politiker.

## Biographie
Alois Pupp besuchte das Vinzentinum in Brixen und studierte anschließend Elektrotechnik in Wien und Mailand. Nach seinem Diplomabschluss in Mailand zog der Diplom-Ingenieur Mitte der 1930er Jahre nach München und arbeitete zunächst bei Siemens. Von 1938 bis 1945 war er im Flugfunkforschungsinstitut in Oberpfaffenhofen beschäftigt, das auch an der Entwicklung der V2 beteiligt war. Am 13. Februar 1943 beantragte er die Aufnahme in die NSDAP und wurde zum 1. Juni desselben Jahres aufgenommen (Mitgliedsnummer 9.561.641).
Von 1945 bis 1948 unterrichtete Pupp Mathematik und Physik im Wissenschaftlichen Lyzeum von Brixen.
Der Ladiner Pupp war Mitglied der Südtiroler Volkspartei und amtierte ab 1952 als deren Obmannstellvertreter. Von 1948 bis 1968 gehörte er dem Regionalrat Trentino-Südtirol und damit gleichzeitig dem Südtiroler Landtag an. Von 1949 bis 1951 war er stellvertretender Assessor in der Regionalregierung. Ab 1950 war er Mitglied der Südtiroler Landesregierung: Zunächst diente er bis 1952 als Landesrat für Vermögen und Finanzen im Kabinett Erckert I, dann von 1952 bis 1956 als Landesrat für öffentliche Arbeiten sowie Landeshauptmannstellvertreter im Kabinett Erckert II. Nach dem Tode Karl Erckerts übernahm er 1956 für die letzten Monate bis zum Ende der Legislaturperiode das Amt des Südtiroler Landeshauptmanns. Nach der Bestätigung bei der Regionalratswahl im selben Jahr stand er bis 1960 als Landeshauptmann dem Kabinett Pupp vor. Während seiner letzten zwei Legislaturperioden von 1960 bis 1968 fungierte er abwechselnd für jeweils zwei Jahre als Landtagspräsident und Landtagsvizepräsident sowie als Regionalratsvizepräsident und Regionalratspräsident.
Pupp war auch Mitbegründer und erster Landeskommandant des Südtiroler Schützenbundes (1958–1961).